# Yonghu
Yonghu (kinesiska: 永湖) är en köping i sydöstra Kina. Den ligger i stadsdistriktet Huiyang i staden Huizhou i provinsen Guangdong, omkring 130 kilometer öster om provinshuvudstaden Guangzhou. Antalet invånare är 25 575. Befolkningen består av 12 625 kvinnor och 12 950 män. Barn under 15 år utgör 17,0 %, vuxna 15-64 år 73 %, och äldre över 65 år 9,0 %.